# Формация Гленогл
Формация Гленогл (англ. Glenogle Formation), или сланцы Гленогл (англ. Glenogle Shale), — геологическая формация в канадской провинции Британская Колумбия. Осадочные породы формации, составленные известняком, образовывались 471,8—468,1 млн лет назад во время стадии рейнджера ордовикского периода.

## Ископаемые организмы
Местонахождение ископаемой фауны сланцев Гленогл находится на следующих координатах: 50.3° N, 115.3° W. В данном местонахождении обнаружены различные макрофоссилии морских животных — ископаемые остатки членистоногих трилобитов, ракообразных остракодов (ракушковых) и колониальных полухордовых граптолитов. Фоссилии собирают при помощи обрушивания основной массы пород и соляной кислоты.

### Трилобиты
| Список трилобитов, обнаруженных в формации Сланцы Гленогл | Список трилобитов, обнаруженных в формации Сланцы Гленогл | Список трилобитов, обнаруженных в формации Сланцы Гленогл |
| Род                                                       | Вид                                                       | Изображения                                               |
| --------------------------------------------------------- | --------------------------------------------------------- | --------------------------------------------------------- |
| Globampyx                                                 | Globampyx sinalae                                         |                                                           |
| Peraspis                                                  | Peraspis kolouros                                         |                                                           |

### Остракоды
| Список остракод, обнаруженных в формации Сланцы Гленогл | Список остракод, обнаруженных в формации Сланцы Гленогл | Список остракод, обнаруженных в формации Сланцы Гленогл |
| Род                                                     | Вид                                                     | Изображения                                             |
| ------------------------------------------------------- | ------------------------------------------------------- | ------------------------------------------------------- |
| cf. Primitiella sp                                      | Не определён                                            |                                                         |

### Граптолиты
| Список граптолитов, обнаруженных в формации Сланцы Гленогл | Список граптолитов, обнаруженных в формации Сланцы Гленогл | Список граптолитов, обнаруженных в формации Сланцы Гленогл |
| Род                                                        | Вид                                                        | Изображения                                                |
| ---------------------------------------------------------- | ---------------------------------------------------------- | ---------------------------------------------------------- |
| Isograptus                                                 | Isograptus forcipiformis                                   |                                                            |
| Parisograptus                                              | Parisograptus caduceus                                     |                                                            |
| Dichograptidae indet.                                      | Не определён                                               |                                                            |